# Gabriel Cedrés
Néstor Gabriel Cedrés Vera (ur. 3 marca 1970 w Minas) – piłkarz urugwajski grający podczas kariery na pozycji pomocnika.